# تپه ۲ سنچولی
تپه ۲ سنچولی مربوط به دوره اشکانیان و دوره ساسانیان است و در شهرستان زهک، بخش جزینک، دهستان خمک، ۷۰۰ متری شمال روستای حسن‌آباد سنچولی واقع شده و این اثر در تاریخ ۱۳ آبان ۱۳۸۶ با شمارهٔ ثبت ۱۹۸۴۶ به‌عنوان یکی از آثار ملی ایران به ثبت رسیده است.